# Förstakammarvalet i Sverige 1884
Förstakammarvalet i Sverige 1884 var ett val i Sverige. Valet utfördes av landstingen och i de städer som inte hade något landsting utfördes valet av stadsfullmäktige. 1884 fanns det totalt 1 074 valmän, varav 1 037 deltog i valet.
I halva Hallands läns valkrets ägde valet rum den 9 januari. I Kalmar läns södra valkrets ägde valet rum den 30 januari. I en tredjedel av Stockholms läns valkrets ägde valet rum den 21 februari. I Uppsala läns valkrets, Södermanlands läns valkrets, Östergötlands läns valkrets, Kronobergs läns valkrets, halva Hallands läns valkrets, Älvsborgs läns valkrets, Värmlands läns valkrets, Örebro läns valkrets och Jämtlands läns valkrets ägde valet rum den 16 september. I resterande två tredjedelar av Stockholms läns valkrets ägde valet rum den 17 september. I Stockholms stads valkrets ägde valet rum den 18 september. I Kalmar läns södra valkrets ägde valet rum den 24 september. I Göteborgs stads valkrets ägde valet rum den 25 september. I Kristianstads läns valkrets, Malmöhus läns valkrets och Kopparbergs läns valkrets ägde valet rum den 30 september. I Blekinge läns valkrets och Västmanlands läns valkrets ägde valet rum den 1 oktober och i Västerbottens läns valkrets ägde valet rum den 2 oktober.

## Invalda riksdagsmän
Stockholms stads valkrets:
- Gustaf af Ugglas
- Louis De Geer, c
- Oscar Wallenberg

Stockholms läns valkrets:
- Joachim Tawast Beck-Friis
- Wilhelm Odelberg, prot
- Gustaf Åkerhielm

Uppsala läns valkrets:
- Hugo Tamm
- Pehr von Ehrenheim, Ehr

Södermanlands läns valkrets:
- Gustaf Lagerbjelke

Östergötlands läns valkrets:
- Carl Edvard Ekman, skån

Kronobergs läns valkrets:
- Gunnar Wennerberg

Kalmar läns norra valkrets:
- Alfred de Maré
- Axel Bennich

Kalmar läns södra valkrets:
- Thure Alfred Malmström

Blekinge läns valkrets:
- Claes Adelsköld

Kristianstads läns valkrets:
- Carl Trolle-Bonde, Lmp:s filial
- Ola Pehrsson
- Nils Peter Nilsson

Malmöhus läns valkrets:
- Jöns Bengtsson
- Magnus Hallenborg, skån
- Måns Hansson
- Henrik Schönbeck, Lmp:s filial
- Fredrik Theodor Borg

Hallands läns valkrets:
- Alfred Bexell
- Anders Reinhold Holm, Lmp:s filial

Göteborgs stads valkrets:
- Carl Fredrik Wærn

Älvsborgs läns valkrets:
- Victor Ekenman

Värmlands läns valkrets:
- Oscar Sundström
- Helmer Falk
- Carl Nordenfelt
- Edvard von Krusenstjerna

Örebro läns valkrets:
- Axel Burenstam
- Harald Ericsson

Västmanlands läns valkrets:
- Patric Reuterswärd

Kopparbergs läns valkrets:
- Wilhelm Falk
- Hjalmar Claëson, c
- Abraham Leijonhufvud

Jämtlands läns valkrets:
- Casimir Lewenhaupt

Västerbottens läns valkrets:
- Axel Cederberg